# Emil Ketterer
Emil Ketterer (* 6. August 1883 in Neustadt im Schwarzwald; † 23. Dezember 1959 in München) war ein deutscher Leichtathlet, Olympiateilnehmer, Arzt und Politiker der NSDAP.

## Leben und Wirken

### Jugend, Ausbildung und Erster Weltkrieg
Ketterer wuchs im Schwarzwald auf, nach dem Abitur am Gymnasium in Donaueschingen nahm er 1905 ein Studium der Humanmedizin in München auf. Während seines Studiums wurde er 1905 Mitglied der Burschenschaft Arminia München. In zwei Abschnitten leistete er Militärdienst bei einem Fußartillerieregiment und als Einjähriger Arzt beim 2. Bayerischen Infanterieregiment Kronprinz.
In seiner Jugend betätigte Ketterer sich erfolgreich als Leichtathlet: Ab 1908 war er im TSV 1860 München organisiert. 1912 nahm er mit der deutschen Auswahl an den Olympischen Spielen in Stockholm teil. Mit seinen Kameraden Aicher, Lehmann und Kern von Verein 1860 München stellte er 1913 einen neuen deutschen Rekord in der 4-mal-100-Meter-Staffel auf (42,6 Sekunden), der bis 1925 Bestand hatte. 
Nach der Approbation 1913 war Ketterer während des Ersten Weltkriegs zwischen 1914 und 1917 als Regimentsarzt tätig. Im Krieg wurde er mit dem Eisernen Kreuz 2. Klasse und dem Bayerischen Militärverdienstorden 4. Klasse mit Schwertern sowie mit dem Ritterkreuz vom Zähringer Löwen und dem Österreichischen Verdienstkreuz ausgezeichnet. Nach Kriegsende ließ Ketterer sich als Allgemeinmediziner in München nieder.

### Tätigkeit in Wehrverbänden und in NS-Organisationen
Im November 1918 schloss sich Ketterer der Bayerischen Volkspartei (BVP) an, die er aber bald wieder verließ. Zudem begann er sich in verschiedenen Wehrverbänden zu engagieren: So war er in der Heimwehr und im Zeitfreiwilligenregiment Oberst Lenz, bevor er in die von Ernst Röhm gegründete Reichskriegsflagge wechselte.
Im Januar 1923 trat Ketterer erstmals in die NSDAP ein (Mitgliedsnummer 17.096). Im November 1923 nahm er mit der „Reichskriegsflagge“ am Hitlerputsch teil, während dessen er zusammen mit anderen Putschisten das Wehrkreiskommando in München besetzte. 
Nach der Neugründung der NSDAP trat Ketterer der Partei zum 14. April 1925 erneut bei (Mitgliedsnummer 697). Im gleichen Jahr schloss er sich auch dem Straßenkampfverband der NSDAP, der Sturmabteilung (SA), an. In der zweiten Hälfte der 1920er Jahre gehörte er zu den Mitbegründern des NS-Sportärztebundes und war von 1929 bis 1934 Vorsitzender des Disziplinargerichtshofes des NS-Ärztebundes.
Nach der „Machtergreifung“ der Nationalsozialisten wurde Ketterer im April 1933 Mitglied des Münchner Stadtrates und war in dieser Funktion in den folgenden Jahren für die Krankenanstalten in München zuständig. Als zweiter Leiter des SA-Sanitätswesens neben Paul Hocheisen bei der Obersten SA-Führung im Rang eines SA-Sanitätsgruppenführers war Ketterer von 1933 bis 1934 auch Leibarzt des SA-Chefs Ernst Röhm. In der Röhm-Affäre erlebte Ketterer am 30. Juni 1934 die Entmachtung und Verhaftung durch Hitler in der Pension Hanselbauer in Bad Wiessee mit, wo Röhm damals zu Erholungszwecken von Ketterer betreut wurde. Ketterer selbst entging der Verhaftung aufgrund der Fürsprache des SA-Obergruppenführers Viktor Lutze, der sich der zu jenem Zeitpunkt als designierter Nachfolger Röhms in Hitlers Gefolge in Bad Wiessee befand.
Als Chef des SA-Sanitätswesens kandidierte Ketterer erfolglos bei der Reichstagswahl 1936. Diese Stellung behielt Ketterer auch bei, nachdem Lutze zum Stabschef der SA ernannt worden war. Erst zum 1. Februar 1937 schied er aus dieser Position auf eigenen Antrag aus. In der Reichspogromnacht am 9. November 1938 wurde er trotzdem noch zum SA-Obergruppenführer befördert.
Von 1936 bis 1945 war Ketterer Vorsitzender des TSV 1860 München.
Während des Zweiten Weltkriegs befürwortete Ketterer als Arzt ausdrücklich die Krankenmorde in der Zeit des Nationalsozialismus. Für seine Teilnahme am Hitlerputsch wurde er mit dem „Blutorden“ ausgezeichnet.

## Familie
Ketterer hatte zwei Töchter, Waltrude (* 21. Januar 1916; † 2008) und Helga Ingrid (* 21. Juli 1920; † 26. Dezember 1992), und einen Sohn, Eberhard (* 17. August 1925; † ?). Sein Schwiegersohn, der Ehemann seiner Tochter Waltrude, war der Arbeitgeberpräsident Hanns Martin Schleyer, der von der Rote Armee Fraktion (RAF) ermordet wurde.